# مقاطعة أبتون (تكساس)
مقاطعة أبتون (بالإنجليزية: Upton  County)‏ هي إحدى المقاطعات في ولاية تكساس، الولايات المتحدة الأمريكية، يبلغ عدد سكانها 3355 نسمة طبقا لإحصاء عام 2010 .

موقع المقاطعة في ولاية تكساس